# Ngô bao tử

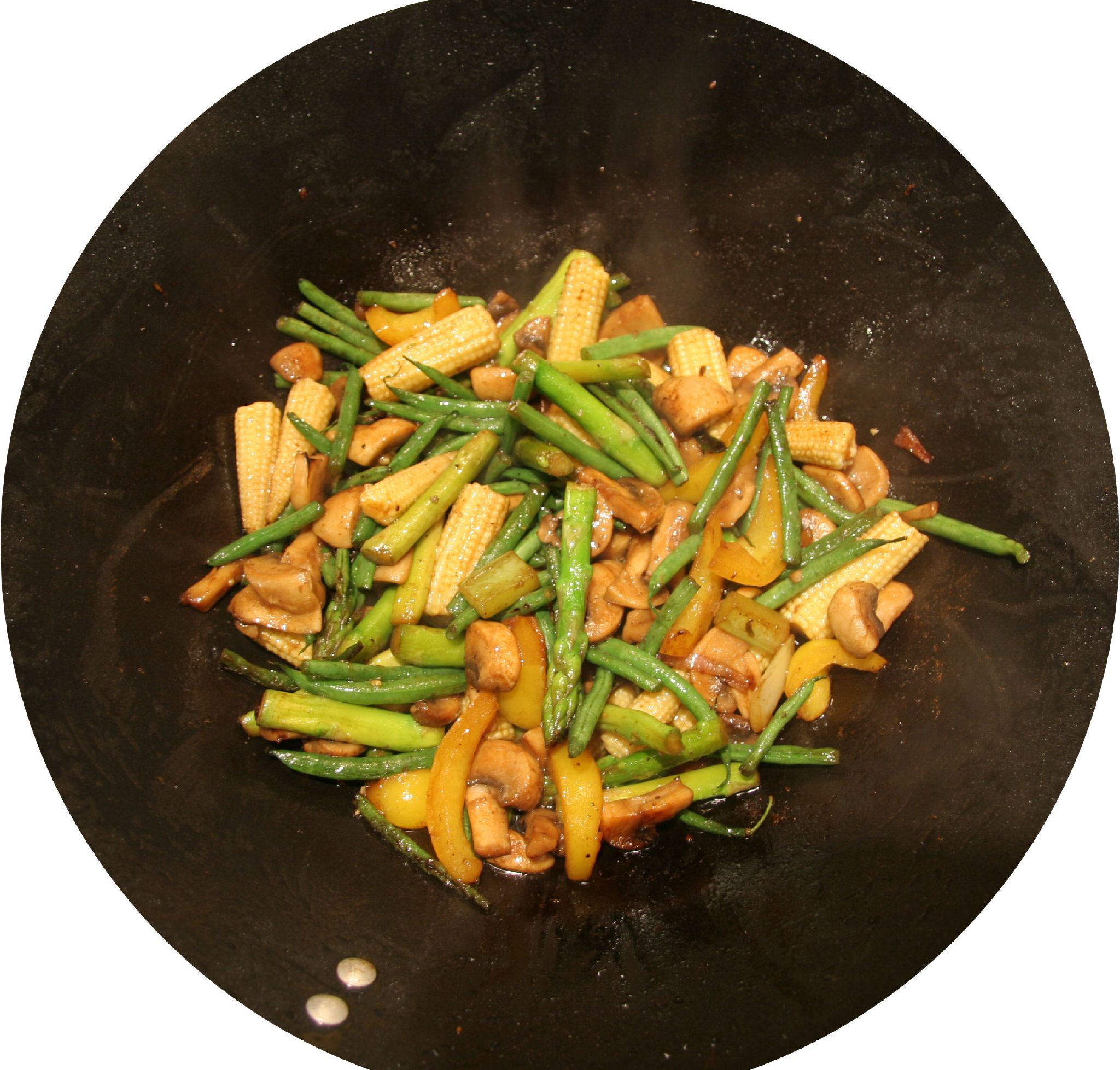
Món rau xào sử dụng nguyên liệu ngô bao tử.

Ngô bao tử là loại ngô được thu hoạch khi bắp ngô còn non và có kích thước nhỏ. Ngô bao tử thường được sử dụng nguyên bắp (không tách hạt) như một loại rau, có thể ăn sống hoặc nấu. Loại thực phẩm này khá phổ biến trong ẩm thực châu Á.